# Station Skogås
Skogås is een station van het stadsgewestelijk spoorwegnet van Stockholm in de gemeente Huddinge aan de Nynäsbanan op 19,9 kilometer ten zuiden van Stockholm C.

## Geschiedenis
In 1932 opende de toenmalige exploitant van de Nynäsbanan, de Stockholm-Nynäs Järnvägs AB, een onbeduidende halte in het gebied. In 1967 werd die 400 meter naar het noorden verplaatst en vervolgens uitgebouwd tot een station dat in 1972 gereed was. De officiële ingang lag vele jaren aan het zuideinde van het perron via de stationshal, terwijl aan de noordeinde een illegaal geitenpad gebruikt werd. In samenhang met de uitbouw van de lijn tot dubbelspoor werd ook aan het noordeinde een stationshal met OV-poortjes gebouwd. 

## Reizigersverkeer
Het station heeft een eilandperron met aan beide uiteinden een stationshal met kaartverkoop en verwerkt rond de 4000 instappers per dag.

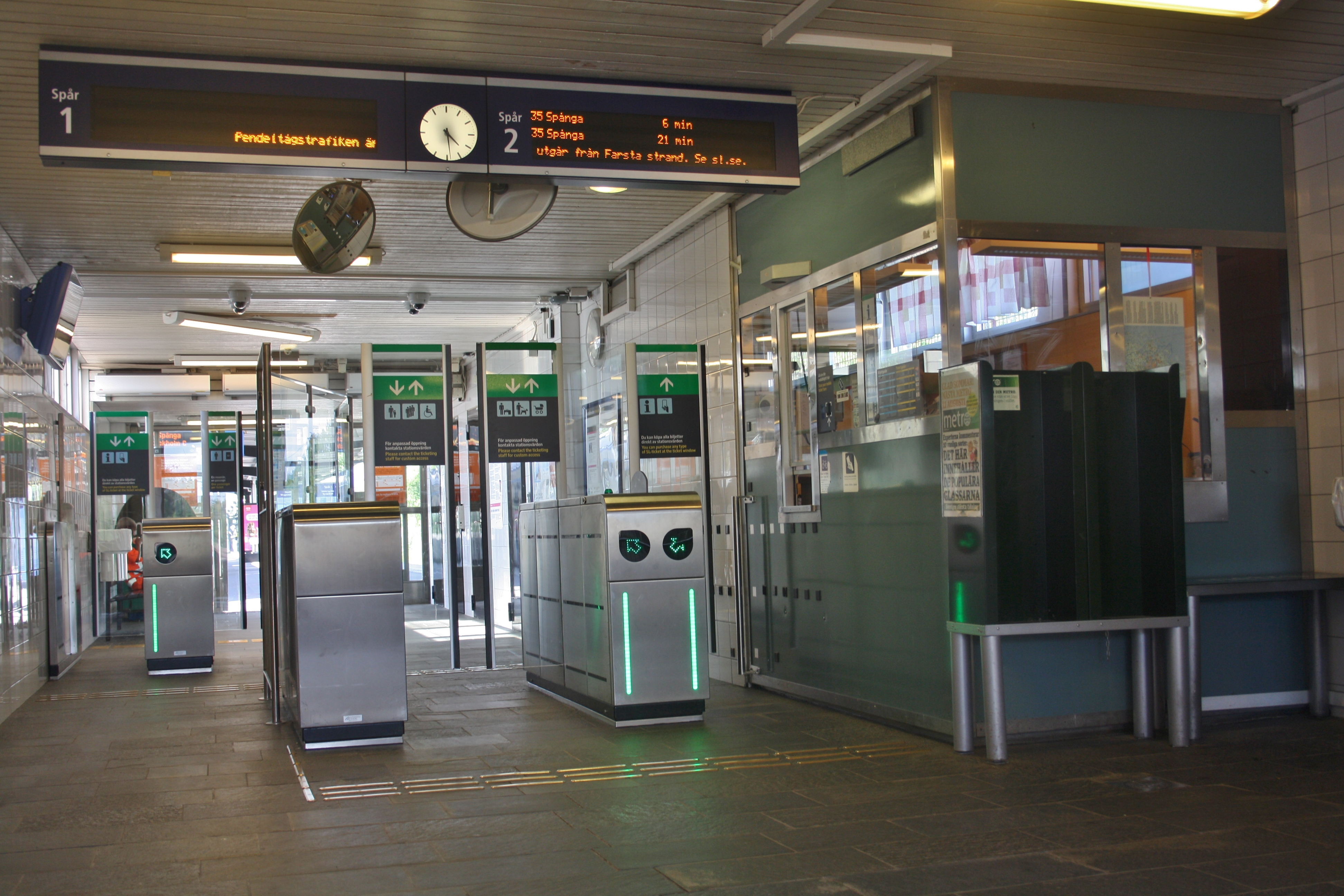
De zuidelijke stationshal.
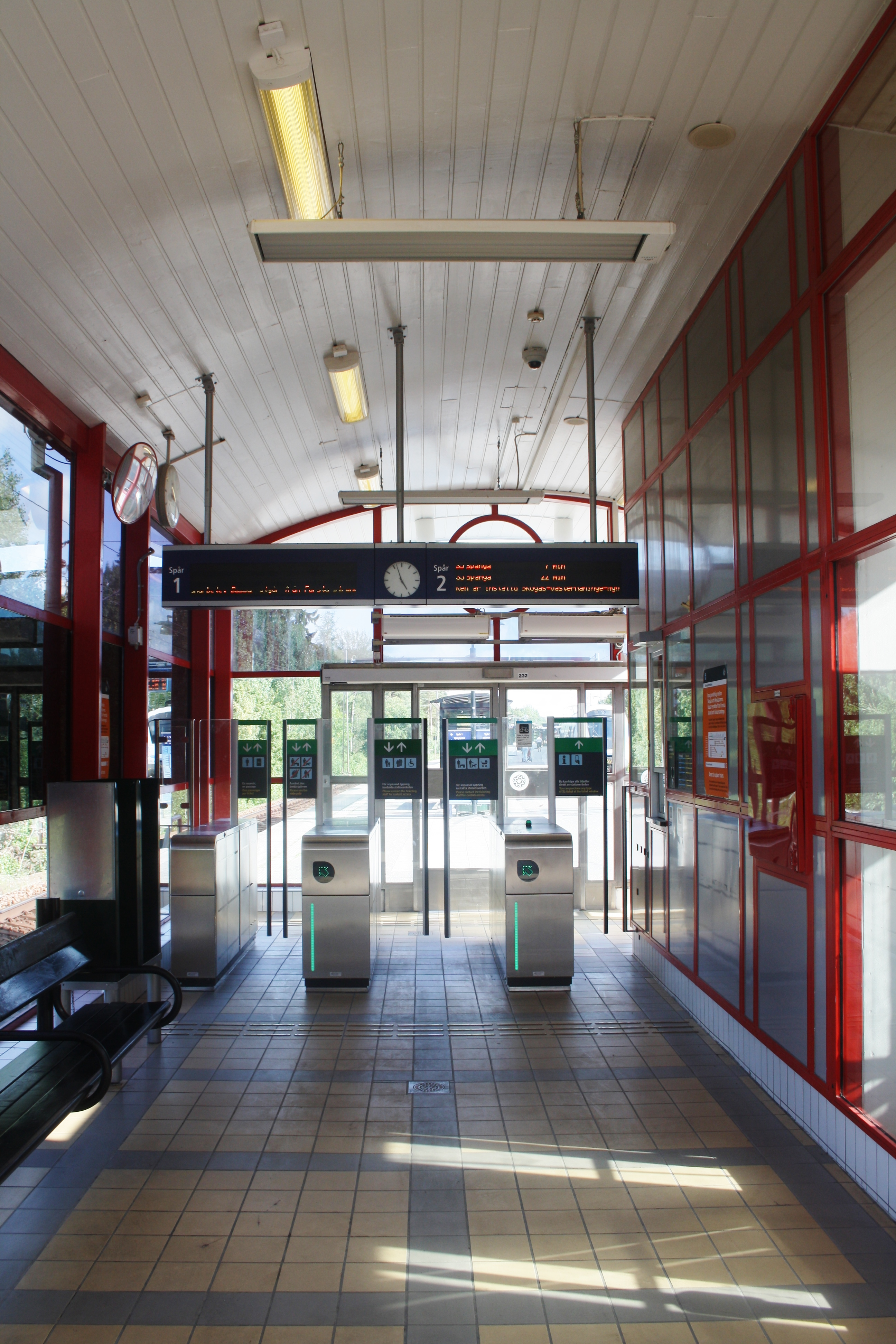
De noordelijke stationshal.
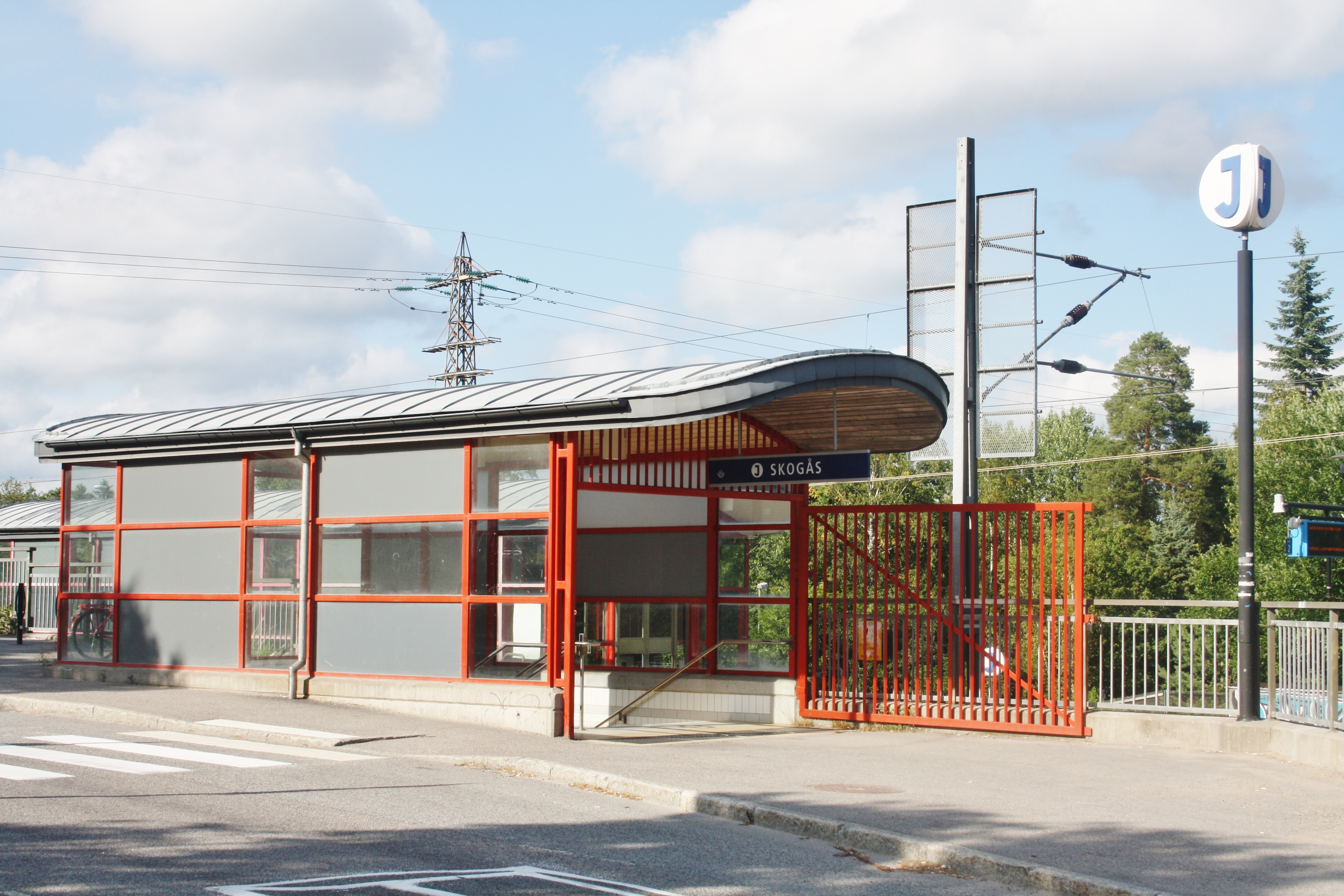
De noordelijke toegang bij de bushaltes.